# Kyudo
Kyudo (em japonês:  弓道; lit. o caminho do arco), é a arte marcial japonesa do tiro com arco. Apesar da sua actual forma ter evoluído, ao longo das últimas décadas, para uma unificação, trata-se da mais antiga arte marcial japonesa, com as primeiras referências históricas a datarem do século VII da nossa era.

## Propósitos do kyudo
Na sua forma actual, o kyudo é práticado como uma forma de desenvolvimento da pessoa em sentido integral, através do corpo nos seus componentes físicos e mentais. No Japão muitos arqueiros praticam o kyudo com uma vertente de desporto. Segundo o Manual de Kyudo da Federação Japonesa de Kyudo (ANKF), a verdade do kyudo está na unidade de três princípios, (1) a estabilidade do corpo, (2) a estabilidade da mente e (3) a estabilidade do arco. Dedicar-se e concentrar-se completamente no tiro é, então, um objectivo que está para além do mero acertar o alvo.

## História do kyudo
O arco foi uma arma de guerra sobretudo entre os séculos XII e XVI. Para além disso, o tiro foi também, e desde os século VI, utilizado em cerimónias de corte. Como arma foi perdendo importância após a introdução das armas de fogo pelos portugueses no século XVI. As escolas de tiro com arco, então existentes, evoluem para formas de tiro onde a ênfase é colocada tanto nos aspectos técnicos e físicos quanto nos aspectos mentais e formais do tiro.
A palavra kyudo começa a utilizar-se ao longo do século XVII, a par da designação corrente que ainda hoje subsiste de kyujutsu; é a partir do início do século XX que a designação de kyudo se generaliza.
A partir de 1930 surgiram os primeiros esforços para unificar a prática do kyudo, uma vez que existência de várias escolas, cada uma com várias técnicas e formas de tiro, dificultava a prática conjunta. É em 1934 que surge o primeiro manual de kyudo que propõe um conjunto de princípios comuns.
No entanto, é só após a segunda guerra mundial, e com a formação da Federação Japonesa de Kyudo (ANKF), que o objectivo de unificar e normalizar os procedimentos do tiro oriundos das diversas escolas é atingido e aceito no Japão, permitindo o desenvolvimento do kyudo no mundo e estabelecer uma prática comum onde diferentes formas e estilos possam coexistir e atirar em conjunto. Como consequência é publicado em 1953 o Manual de Kyudo (com 4 volumes actualmente), que será revisto e ampliado em 1971 e do qual existe, para o volume 1, uma tradução oficial em inglês e uma adaptação em francês. Este manual é uma fonte e uma referência para todos os praticantes de kyudo qualquer que seja o seu nível. A Associação Portuguesa de Kyudo (APK) possui uma tradução (não editada) do volume 1.
A síntese e unificação das diversas formas de tiro pela ANKF fez-se em paralelo com as escolas tradicionais. As tradições de tiro antigas são ainda mantidas e transmitidas em paralelo com o desenvolvimento do kyudo pela ANKF. Cada escola pratica o kyudo através da coexistência das suas formas com as da ANKF.
Alguns núcleos e escolas no Japão mantêm-se à margem da ANKF, evitando por exemplo o uso das graduações em Dan, e mantendo estritamente as suas formas tradicionais de tiro.
O arco japonês tem um significado cultural amplo no Japão. A sua utilização não se limita ao kyudo, sendo utilizado no tiro a cavalo (yabusame) e em cerimónias religiosas (shintoísmo sobretudo), nas actividades de alguns mosteiros zen e em cerimónias diversas como baptizados e aberturas de torneios de sumô.

## Kyudo no mundo
A ANKF (Federação Japonesa de Kyudo) foi, de 1953 até 2009, o órgão que regulava a prática do kyudo em todo o mundo.
Em 30 de fevereiro de 2009 foi fundada IKYF (Federação Internacional de Kyudo), que atualmente é a entidade responsável mundialmente pela prática do kyudo.
Os países filiados à IKYF são Japão, Austria, Bélgica, Canadá, Finlândia, França, Alemanha, Islândia, Itália, Luxemburgo, Holanda, Noruega, Portugal, Espanha, Suécia, Suiça, Inglaterra, Estados Unidos. O número de praticantes registados no mundo em 2016 era aproximadamente o seguinte: Japão - 120.000, Europa - 2.500, América - 600, Ásia (excepto Japão) - 300, África - 50, e Oceania - 150.
Também são reconhecidos pequenos núcleos em alguns países que praticam o kyudo e são reconhecidos pela ANKF: Argentina, Brasil, Dinamarca, Hungria, Letónia, Lituânia, México, Nova Zelândia, Polónia, Russia, Tailândia e Ucrânia.

### Kyudo no Brasil
Em 2008, foi criada a Associação Brasileira de Kyudô - BKK (ブラジル弓道会), no Rio de Janeiro. Embora ainda não seja oficialmente filiada à IKYF, a BKK já é reconhecida no site desta, encontrando-se sob orientação da Federação de Kyudo dos EUA (AKR) e sendo, desta maneira, a entidade representativa oficial do kyudo no Brasil. Além do Rio de Janeiro, existem grupos filiados e que recebem orientação da BKK em Brasília, São Paulo, Paraíba, Paraná, Bahia, Amazonas, entre outras localidades.

### Kyudo em Portugal
A Associação Portuguesa de Kyudo - APK foi fundada em 2001. A APK está afilada na EKF sendo reconhecida pela IKYF e ANKF como a entidade oficial do kyudo em Portugal. 
Em 2022 foi fundada a ANKP - Associação Nacional Kyudo Portugal . 

## Equipamento

### Arco

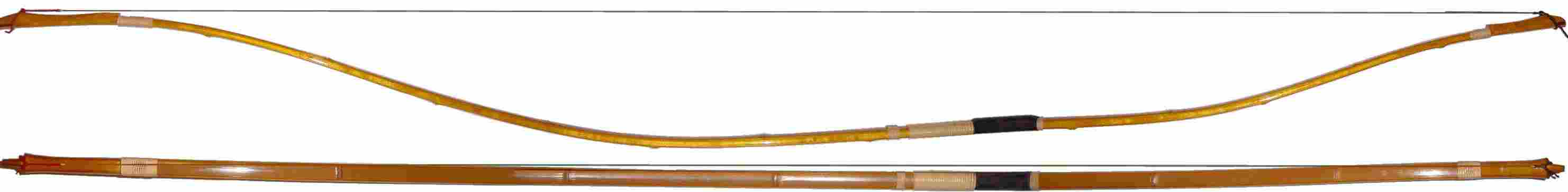
Yumi (arco de Kyudô)

O arco japonês (yumi) é excepcionalmente longo (cerca de 2,20 m), ultrapassando a altura do próprio arqueiro (kyudoka).  Os arcos são tradicionalmente feitos de bambu, madeira e couro utilizando técnicas que não mudaram em séculos, apesar de alguns kyudokas (principalmente os novos na arte) utilizarem arcos feitos de materiais sintéticos (fibra de vidro e carbono). Actualmente, mesmo alguns kyudokas veteranos utilizam arcos destes materiais, dada a grande vulnerabilidade do bambu em climas extremos.

### Flecha

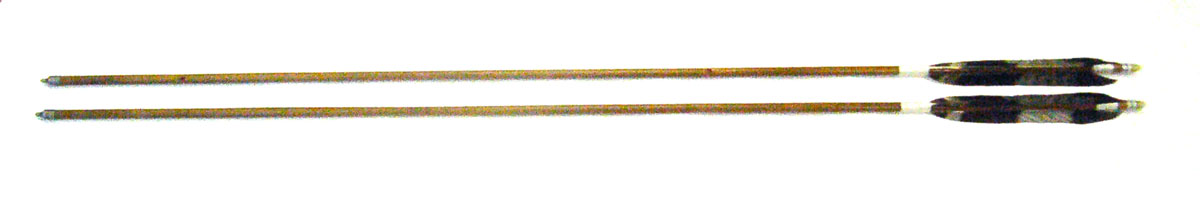
Ya (flecha de Kyudô)

A flecha (ya) é tradicionalmente feita de bambu, e era adornada com penas de águia ou de falcão.  A maioria das flechas actualmente ainda são feitas de bambu Pseudosasa japonica (apesar de muitos kyudokas utilizarem as de alumínio ou fibra de carbono), e as penas actualmente são de aves que não correm perigo de extinção, como perus.  Os arqueiros normalmente atiram com duas penas em cada flecha, (a primeira chama-se haya, a segunda otoya).

### Luva
No tiro utiliza-se uma luva na mão direita chamada yugake, ou seja luva (kake) do arco (yumi).  Esta luva é feita de pele de gamo ou veado, e possui um revestimento endurecido na região do polegar, além de um pequeno encaixe na sua base para que a corda do arco (tsuru) seja mais facilmente puxada. Existem diversos tipos de luvas consoante o número de dedos que têm. A luva de três dedos (polegar, indicador e médio) designa-se por mitsugake. A luva de quatro dedos (polegar, indicador, médio e anelar) chama-se yotsugake. A luva de cinco dedos designa-se por morogake sendo a menos comum.

## Treino e prática
A prática do kyudo para um principiante inicia-se com os primeiros treinos em que os movimentos básicos do tiro (hassetsu) são aprendidos de mãos vazias, sem arco. Após 2-3 treinos o praticante inicia os movimentos com uma fisga ou elástico. Depois os mesmos movimentos são repetidos já com o arco, mas sem flechas. De seguida o praticante será levado para o primeiro tiro em frente de um alvo de palha (makiwara) situado a curta distância (+/- 2 metros) onde disparará as suas primeiras flechas já com a luva na mão direita. Depois durante dois ou três treinos passará a disparar ao alvo, primeiro a curta distância (5-6 metros), depois a meia distância (14 metros) depois a 20 metros e finalmente à distância normal do alvo, que é de 28 metros. Entre o início da aprendizagem e o primeiro tiro ao alvo a 28 metros poderão passar entre 1 a 3 meses, dependendo do número de treinos por semana e do praticante.
A par desta aprendizagem da técnica do tiro, o praticante inicia-se também desde o início nos movimentos formais, uma vez que os movimentos e deslocações na zona do tiro são feitos segundo um conjunto de princípios estabelecidos: a entrada na zona de tiro, a saudação, a aproximação à linha de tiro, o ajoelhar para preparação das flechas o levantar para o tiro, a sequência do tiro e a saída. A postura e a forma do corpo ao longo de todas as fases e movimentos é um aspecto essencial na prática do tiro.
Uma sessão de treinos depende do contexto em que se realiza, do tempo disponível e do número de praticantes envolvidos; sendo derivado não só, mas também, de antigas práticas guerreiras, a imprevisibilidade e capacidade de adaptação são parte essencial do kyudo. Tipicamente inicia-se um treino com alguns movimentos breves de aquecimento e exercícios respiratórios. Depois segue-se o tiro contra o alvo de palha (makiwara) a curta distância, podendo ainda ser antecedido pela prática dos movimentos do hassetsu sem arco. No tiro ao makiwara, o atirador concentra-se sobretudo na postura e na técnica sem a preocupação com o alvo. O treino de makiwara é fundamental para a evolução de qualquer atirador, qualquer que seja o seu nível e não apenas para os iniciados; no Japão muitas cerimónias públicas envolvendo ou não artes marciais são inauguradas com um tiro de cerimónia ao makiwara executado pelo mestre de mais alta graduação presente. Após o tiro ao makiwara os praticantes passam então a atirar contra ao alvo à distância de 28 metros. O tamanho do alvo é normalmente 36 cm de diâmetro (ou 12 sun, uma unidade de medida tradicional do Japão que equivale a cerca de 3,03 cm), e ficam a uma distância de 28 metros do kyudoka. Esta distância do alvo e a sua posição baixa, a 15 cm do chão, é aquela que permite que o atirador permaneça numa postura vertical correcta com o corpo firme e em extensão em todas as direcções (baixo-cima, direita-esquerda e frente-trás).

## Técnica

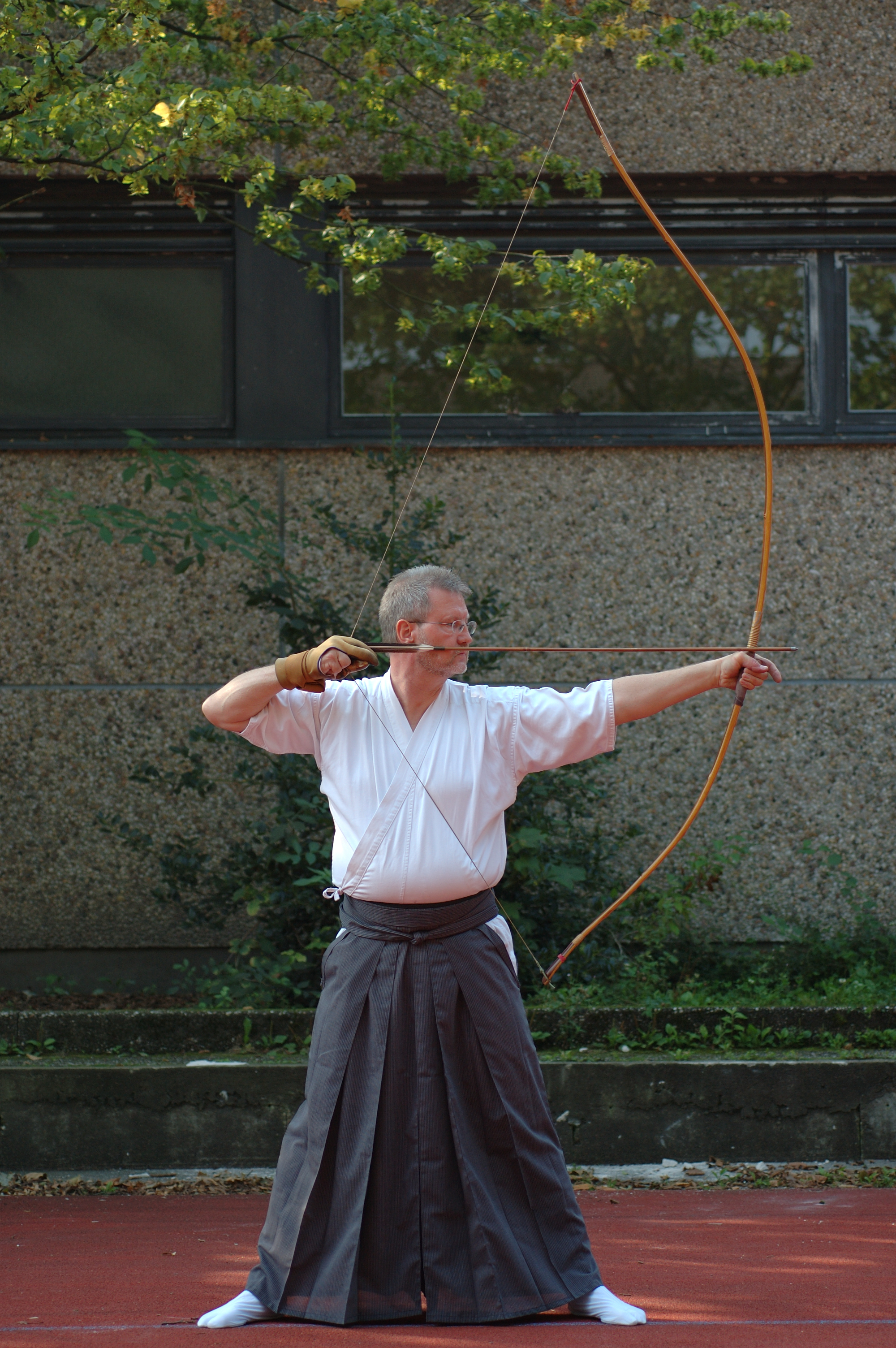

O tiro efectua-se sempre com o arco na mão esquerda - yunde, a mão do arco - e a mão direita com luva segura a corda. Pode-se treinar individualmente, mas as diferentes formas de tiro são sempre de tiros em grupo em que os atiradores atiram segundo uma seqüência em tempos determinados e com movimentos coordenados entre si. Também por isso os atiradores estão todos virados para o mesmo lado.
O abrir do arco deve ser efectuado através de um movimento simultâneo dos braços direito e esquerdo que se inicia com ambas as mãos acima da altura da cabeça. Na extensão máxima a corda e a mão direita ficam bem atrás da cabeça. Apesar dos receios que a corda possa bater no rosto, é muito raro isso acontecer.
Imediatamente após o tiro, o yumi irá (para um kyudoka com prática) rodar na mão, fazendo com que a corda do arco pare na frente do antebraço externo.  Este movimento, o yugaeri é uma combinação de técnica e da movimentação natural do arco. É único no kyudo.
Os movimentos executados durante o tiro seguem a seguinte sequência, designada hassetsu, conforme prescrito pela Federação Japonesa de Kyudo - All Nippon Kyudo Federation (ANKF) no Kyudo Kyohon (Manual de Kyudo):
- Ashibumi - Abertura dos pés;

- Dozukuri - Postura do corpo;

- Yugamae - Preparação do arco (para o tiro);

- Uchiokoshi - Elevar o arco;

- Hikiwake - Abertura do arco;

- Kai - Encontro (a posição de extensão máxima);

- Hanare - Disparar da flecha;

- Zanshin - Permanência da forma do corpo.

## Graduações
O sistema de graduações baseia-se na atribuição de graus que vão de 1º dan a 10º dan. Abaixo de 1º dan poderão ser atribuídos os graus de kyu que vão de 5º a 1º. Tal como noutras artes marciais, a passagem de grau torna-se mais lenta conforme se evolui, correspondendo a uma maior exigência na evolução. Assim, e aproximadamente, considera-se que o 3º dan corresponde a um nível de evolução 3 anos acima do 2º dan, o 5º dan a um nível de evolução de 5 anos acima do 4º dan, e assim sucessivamente.
Para além dos graus, existem três títulos que correspondem a níveis de mestria do kyudo: Renshi (após 5º dan), Kyoshi (após 6º dan) e Hanshi (após 8º dan). No kyudo não é utilizado o sistema de cintos coloridos para distinguir os graduados. As graduações em todo o mundo são apenas atribuídas pela ANKF através da realização de exames que ocorrem no Japão, na Europa e no continente americano. Normalmente, são organizados estágios anuais na Europa e nos EUA com mestres japoneses da ANKF seguidos de atribuição de grau.  Os graus de 9º dan e 10º dan e o título de Hanshi não são obtidos através de exame mas por nomeação da ANKF.  O grupo de hanshis (8º, 9º e 10º dan) é muito restrito, existindo apenas cerca de 100 mestres, todos japoneses.

## Escolas principais

### All Nippon Kyudo Federation (ANKF)
A Federação Japonesa de Kyudo é, desde 1953, o órgão de cúpula do kyudo no Japão.

### Escolas tradicionais
Várias escolas tradicionais continuam a existir, mas desde a formação da ANKF algumas têm desaparecido. A ANKF tem vindo a unificar a prática do kyudo num conjunto de princípios comuns, embora admitindo ainda algumas diferenças originárias das escolas principais.
Escolas tradicionais
- Ogasawara Ryu - origem no século XII
- Heki Ryu Chikurin-ha - com origem no século XV, ramo da escola Heki
- Heki Ryu Insai-ha - com origem no século XV, ramo da escola Heki
- Heki Ryu Sekka-ha - com origem no século XV, ramo da escola Heki
- Honda Ryu - origem no século XIX.